# Grazie di tutto (album)
Grazie di tutto è il secondo album studio della band Hardcore punk Skruigners.

## Tracce
1. Dietro quella porta - 0.52
2. Rifiuto - 1.03
3. Contro un muro - 1.30
4. La vostra storia - 1.16
5. Nessuna bandiera - 1.14
6. Veloce - 0.25
7. Grazie di tutto - 1.53
8. Pezzi bui - 1.37
9. U.S.A. - 1.32
10. Non voglio più - 1.17
11. Via di qua - 0.45
12. Giullare - 0.52
13. S.M.H.C. - 1.18
14. Dove cazzo sei? - 1.30
15. Il gioco dei grandi - 1.17
16. Buttati in mezzo - 6.09
17. Qui non c'è - Ghost track - 1.27